# Takashi Kawamura
Takashi Kawamura (河村 たかし Kawamura Takashi, 3 de noviembre de 1948) es un político japonés del partido Genzei Nippon (減税日本 "Reducción de Impuestos Japón"), con base en Nagoya, ciudad de la que es actualmente alcalde. Además, fue un antiguo miembro de la cámara de representantes de Japón entre 1993 y 2009.
El 20 de febrero de 2012, actuando como representante japonés de Nagoya, Takashi Kawamura hizo declaraciones negando la existencia de la Masacre de Nankín durante la recepción de una delegación oficial china procedente de esta misma ciudad. El incidente dio lugar a la suspensión de relaciones oficiales entre las ciudades de Nagoya y Nankín el 21 de febrero.